# 丸川製菓
丸川製菓株式会社（まるかわせいか）は、愛知県名古屋市西区に本社を置く製菓会社。主力商品「マルカワのフーセンガム」で知られる。ロゴマークは丸（上空き）に川である。

## 概要
1888年（明治21年）に創業し、1948年（昭和23年）に会社を設立した。
現在はガム専業だが、過去に落花生菓子やキャンディなどを製造した。1947年（昭和22年）ガムの製造を開始した。主力商品はマーブルガムで、駄菓子屋のほかコンビニエンスストアなどでも販売し、ビッグサイズ商品はゲームセンターが景品に用いる。
マーブルガムは、生産を始めた1959年（昭和34年）から輸出を始め、現在はアジアを中心に10か国以上へ輸出し、全売上高の2割強を占める。

## 主な製品
- マーブルガム - 1粒が1cmほどのボール状のガム。風味はオレンジ・いちご・グレープなどフルーツ味のほか、ソーダ味・コーラ味などがある。包装形態は4粒または6粒の小箱に加え、チャック袋やプラスチックボトルに入った商品も存在する[2]。

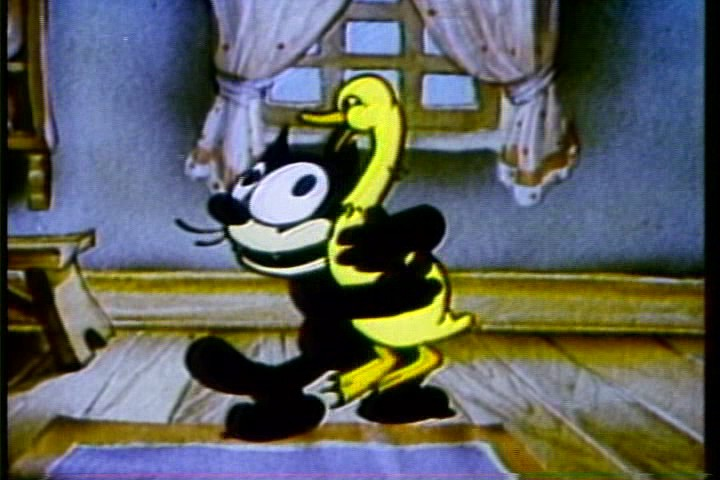
フィリックス

- フィリックスガム - フィリックス・ザ・キャットの包装。発売当初は全くの無許可のいわゆる「パチモン」であったが、現在は正式なライセンス契約を結び「本物」として発売されている。ライセンス前のデザインの商品は抗議を受け「エフエックスガム」と改名し、セット商品の一部として現在でも販売されている。
- ヨーグルトガム - 当たりくじつきのガム。1個10円で販売されている。
- キャラクターガム - 上記のフィリックス以外にも、ドラえもん・ハローキティ・星のカービィ・怪盗ジョーカーなどのキャラクターを起用したガムがある。
- 博士くんガム - 上記のフィリックスガム以外のガムを作ろうとした「博士くん」が何度も試作するが、結局フィリックスガムが出来る。意を決してガムを作ったところ「博士くんガム」が出来上がった、ストーリーのCMを放送した。